# Campeonato Mundial de Vóley Playa de 1999
El II Campeonato Mundial de Vóley Playa se celebró en Marsella (Francia) entre el 19 y el 25 de julio de 1999 bajo la organización de la Federación Internacional de Voleibol (FIVB) y la Federación Francesa de Voleibol.
Las competiciones se realizaron en un estadio constriudo temporalmente en las playas del Prado de la ciudad francesa.

## Medallistas
| Evento    | Oro                                  | Plata                                               | Bronce                                        |
| --------- | ------------------------------------ | --------------------------------------------------- | --------------------------------------------- |
| Masculino | Emanuel Rego · José Loiola · Brasil  | Paul Laciga · Martin Laciga · Suiza                 | Rogério Ferreira · Guilherme Marques · Brasil |
| Femenino  | Shelda Bedê · Adriana Behar · Brasil | Annett Davis Jennifer Johnson-Jordan Estados Unidos | Liz Masakayan Elaine Youngs Estados Unidos    |

### Final masculina
|  | Semifinales                                   | Semifinales                         |   |                                    | Final                                         | Final |  |
|  |                                               |                                     |   |                                    |                                               |       |  |
|  |                                               |                                     |   |                                    |                                               |       |  |
|  |                                               |                                     |   |                                    |                                               |       |  |
|  | Emanuel Rego · José Loiola · Brasil           | 15                                  |   |                                    |                                               |       |  |
|  | Javier Bosma · Fabio Díez · España            | 11                                  |   |                                    |                                               |       |  |
|  |                                               |                                     |   |                                    |                                               |       |  |
|  |                                               |                                     |   |                                    |                                               |       |  |
|  |                                               |                                     |   |                                    | Emanuel Rego · José Loiola · Brasil           | 15    |  |
|  |                                               | Paul Laciga · Martin Laciga · Suiza | 8 |                                    |                                               |       |  |
|  |                                               |                                     |   |                                    |                                               |       |  |
|  |                                               |                                     |   |                                    |                                               |       |  |
|  |                                               |                                     |   |                                    | Tercer Puesto                                 |       |  |
|  |                                               |                                     |   |                                    |                                               |       |  |
|  | Paul Laciga · Martin Laciga · Suiza           | 15                                  |   | Javier Bosma · Fabio Díez · España | 7                                             |       |  |
|  | Rogério Ferreira · Guilherme Marques · Brasil | 11                                  |   |                                    | Rogério Ferreira · Guilherme Marques · Brasil | 15    |  |

### Final femenina
|  | Semifinales                                         | Semifinales                          |    |                                            | Final                                               | Final  |  |
|  |                                                     |                                      |    |                                            |                                                     |        |  |
|  |                                                     |                                      |    |                                            |                                                     |        |  |
|  |                                                     |                                      |    |                                            |                                                     |        |  |
|  | Annett Davis Jennifer Johnson-Jordan Estados Unidos | 15                                   |    |                                            |                                                     |        |  |
|  | Liz Masakayan Elaine Youngs Estados Unidos          | 11                                   |    |                                            |                                                     |        |  |
|  |                                                     |                                      |    |                                            |                                                     |        |  |
|  |                                                     |                                      |    |                                            |                                                     |        |  |
|  |                                                     |                                      |    |                                            | Annett Davis Jennifer Johnson-Jordan Estados Unidos | 11     |  |
|  |                                                     | Shelda Bedê · Adriana Behar · Brasil | 15 |                                            |                                                     |        |  |
|  |                                                     |                                      |    |                                            |                                                     |        |  |
|  |                                                     |                                      |    |                                            |                                                     |        |  |
|  |                                                     |                                      |    |                                            | Tercer Puesto                                       |        |  |
|  |                                                     |                                      |    |                                            |                                                     |        |  |
|  | Adriana Samuel · Sandra Pires · Brasil              | retiro                               |    | Liz Masakayan Elaine Youngs Estados Unidos | -                                                   |        |  |
|  | Shelda Bedê · Adriana Behar · Brasil                | -                                    |    |                                            | Adriana Samuel · Sandra Pires · Brasil              | retiro |  |

## Medallero
| Núm. | País           | Oro | Plata | Bronce | Total |
| ---- | -------------- | --- | ----- | ------ | ----- |
| 1    | Brasil         | 2   | 0     | 1      | 3     |
| '2   | Estados Unidos | 0   | 1     | 1      | 2     |
| 3    | Suiza          | 0   | 1     | 0      | 1     |
|      | TOTAL          | 2   | 2     | 2      | 6     |